# Аспарух (име)
Аспарух е прабългарско мъжко име с ирански произход. Името се разпространява по българските земи през Възраждането във връзка с повишения интерес към историята. Съставено е от средноперсийските думи aspa – кон, и rukh – душа, дух, т.е. „този, който има духа на кон“.